# Abraham Mapu

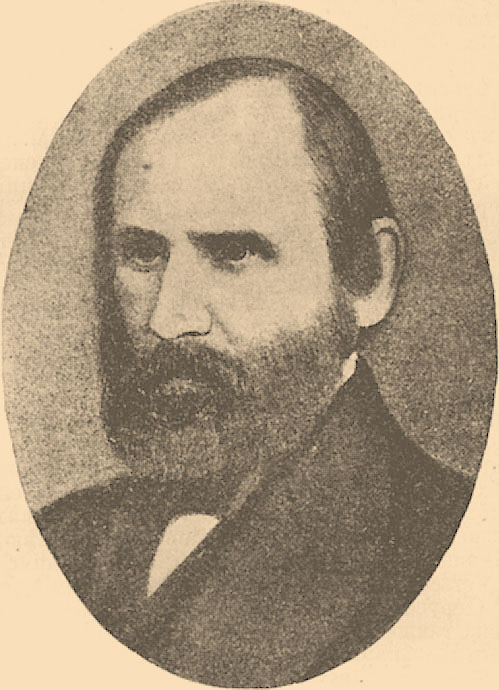
Abraham Mapu

Abraham Mapu (1808, Slobodka, Kaunas – 1867, Königsberg, Prusia) fue un novelista hebreo nacido en Lituania.
Durante muchos años, fue un profesor empobrecido e itinerante. Mapu ganó seguridad financiera cuando fue contratado como maestro en una escuela del gobierno para niños judíos. Mapu es considerado el creador de las novelas judías. Influenciado por el romanticismo francés, escribió novelas con una fuerte carga en la trama sobre la vida en el Antiguo Israel, que contrastaba favorablemente con la vida del judío del siglo XIX. Su estilo es fresco y poético, casi bíblico en su gran simpleza.
Comenzó a trabajar en una novela histórica llamada Ahavat Zion en 1830, no completándola hasta 1853.

## Novelas
- Ayit Zanua (1858) (El hipócrita)
- Ahavat Zion (1853) (Amnon, Prince and Peasant como lo tradujo al inglés F. Jaffe en 1887)

## Conmemoraciones
En Kaunas y en las ciudades israelíes Jerusalén y Tel Aviv, existen calles con su nombre. También existe una conocida novela israelí llamada: "Los niños de la calle Mapu" ("הילדים מרחוב מאפו").
- Datos: Q330301
- Multimedia: Abraham Mapu / Q330301